# Зебари, Хошияр
Хошияр Зебари (араб.  هوشيار محمود محمد زيباري‎ ; курд. Hoşyar Mehmûd Mihemed Zêbarî; р. 2 декабря 1953) — иракско-курдский политический деятель и дипломат. Член Политбюро Демократической партии Курдистана, бывший министр иностранных дел Ирака.

## Биография
Сын вождя племени зебар, родственник (по матери) лидера ДПК Масуда Барзани. Изучал социологию в Эссекском университете (Великобритания) и в Иордании. В 1980-х гг. сражался в рядах пешмерга. В 1990-х гг. был представителем ДПК в Великобритании и США. В Политбюро ДПК курировал международные отношения — то есть был неформальным министром иностранных дел Иракского Курдистана.
В 2003 году — член Правящего Совета Ирака, с 2004 года временный, а затем утверждённый министр иностранных дел Ирака.
11 июля 2014 года министр иностранных дел Зебари вместе с другими представителями курдской общины вышел из правительства в знак протеста против обвинений в поддержке терроризма, связанных с успехами Исламского государства на севере Ирака.
18 октября 2014 года получил портфель министра финансов Ирака.
21 сентября 2016 года парламент Ирака проголосовал за увольнение Зебари с должности министра финансов после обвинений в коррупции и неэффективном руководстве.